# Kether
Kether ("Coroa", em hebraico: כתר), podendo variar como Keter, é a primeira sephirah da Árvore da Vida em Cabala, parte da espiritualidade do Judaísmo Rabínico e esoterismo.
Kether se situa na posição central superior da árvore. É a coroa. É o potencial puro das manifestações que acontecem nas outras dimensões. Representa a própria essência, atemporal e livre. É a gênese de todas as emanações canalizadas pelas outras sephiroth. É a Luz Superior Imanifesta geradora de todo o movimento da criação.
Pode-se considerar como o momento zero, a criação em potencial, mas não expandida. Uma interessante associação seria comparar com tempo de Planck, do Big Bang.
No hinduísmo, entende-se como Brahma, o princípio vital de todas as formas de energia (e vida, consequentemente).
Seu texto yetzirático é: "O Primeiro Caminho chama-se Inteligência Admirável, ou Oculta, pois é a luz que concede o poder da compreensão do Primeiro Princípio, que não tem começo. É a Glória Primordial, pois nenhum ser criado pode alcançar-lhe a essência".
Dentro da magia, quando o Adepto Iniciado transcende a essa sephirah, ele passa a ser reconhecido como Ipíssimus. Metatron é o Arcanjo governante dessa sephirah. Seu coro angélico são as criaturas vivas e sagradas tetramorfos, Charioth ha Qadesh. Sua virtude é a consecução, a realização da grande obra. A experiência espiritual atribuída a essa sephirah é a união com Deus.